# Hubert Gerlach
Hubert Gerlach (* 8. Juli 1927 in Hellerau, heute Stadtteil von Dresden; † 30. September 2015 in Dresden) war ein deutscher Schriftsteller.

## Leben
Hubert Gerlach, jüngerer Bruder der Schriftstellerin Tine Schulze-Gerlach (1920–2011), verbrachte seine Kindheit und frühe Jugend in Dresden. Dem Nationalsozialismus gelang es, Schule und Freizeit der Kinder zu dominieren. Als Sechzehnjähriger meldete sich Gerlach als Freiwilliger und überlebte Krieg und Gefangenschaft mit knapper Not. Sein Aufenthalt in einem amerikanischen Gefangenenlager in Frankreich wurde durch das Rote Kreuz beendet.
Nach der Rückkehr in seine Heimatstadt Dresden nahm Hubert Gerlach eine Lehre als Schlosser auf und arbeitete als Betriebsmittelkonstrukteur. Nebenbei schrieb er und konnte erste Texte veröffentlichen. Im Jahr 1976 entschloss er sich, als freischaffender Schriftsteller zu arbeiten.
Durch die Erlebnisse der Kriegszeit und die Erfahrung, wohin Manipulation führen kann, besaß er einen kritischen, wachen Blick auf Menschen und Gesellschaft. Auch sein schriftstellerischer Stil war charakterisiert durch scharfe Beobachtung, die in ironischen bis sarkastischen Mitteln ihren Ausdruck fand.
Gleichzeitig merkt man Gerlachs Geschichten die Freude am Schreiben an. Folgerichtig entstanden neben Romanen und Kriminalstories auch hunderte Kurzgeschichten, Satiren und Grotesken, Aphorismen und Limericks. Er illustrierte seine Bücher zum Teil selbst mit dem sparsamen, prägnanten Strich, der die Karikaturen auszeichnet, die er veröffentlichte.
Hubert Gerlach beschäftigte sich auch mit historischen Themen, wie zum Beispiel in seinem Roman Jonas Daniels Schatten. Dieses Interesse teilte er mit seinem Vater Kurt Gerlach, der Historiker, Lehrer und Schriftsteller in Dresden-Rähnitz war.
Aber erst mit seiner im Jahr 2006 erschienenen, herausragenden Erzählung Paris ist wunderschön thematisierte er seine Zeit im Krieg und schlug dabei den Bogen in die Gegenwart, die er auch von Verdrängung und vereinnahmter Erinnerung geprägt sah.
Der eher satirische Schriftsteller Hubert Gerlach war der Vater des eher lyrischen Autors Thomas Gerlach.

## Werke (Auszug)
- 1975 – Wenn sie abends gehen, Greifenverlag Rudolstadt
- 1976 – Demission des technischen Zeichners Gerald Haugk, Greifenverlag Rudolstadt
- 1977 – Der Fledderer, Kriminalroman, Greifenverlag Rudolstadt
- 1980 – Der Joker / Der Fledderer, Greifenverlag Rudolstadt
- 1983 – Die Taube auf dem Schuppendach, Greifenverlag Rudolstadt
- 1987 – Jonas Daniels Schatten, Greifenverlag Rudolstadt
- 1988 – Niemandes Bruder, Union Verlag Berlin, ISBN 3-372-00202-4
- 1990 – Der Mann in meinem Grab, Greifenverlag Rudolstadt, ISBN 3-735201-81-4
- 1998 – Das blaue Haus, Verlag Die Scheune, ISBN 3-931684-19-9
- 1999 – Kleiner Führer durch die Gartenstadt Hellerau, Hellerau-Verlag Dresden, ISBN 3-910184-67-7
- 2001 – Paris ist wunderschön, Verlag Die Scheune, ISBN 3-931684-49-0
- 2003 – Bestsellerie, Satiren, Notschriften-Verlag Radebeul, ISBN 3-933753-47-3
- 2004 – Die ganze Wahrheit, Notschriften-Verlag Radebeul, ISBN 3-933753-67-8
- 2006 – Am Jordan, Notschriften-Verlag Radebeul, ISBN 3-933753-84-8
- 2008 – Drei Uhr morgens, Notschriften-Verlag Radebeul, ISBN 978-3-940200-18-1

## Zitat
auf allen meinen

wegen

lag ich schief

und stand ich im

regen –
der weg zum

aufrechten gang

war lang
doch endlich nun

steh oder laufe

ich aufrecht –

unter der traufe